# 薩摩川内市甑島地域コミュニティ交通
薩摩川内市甑島地域コミュニティ交通（さつませんだいしこしきしまちいきコミュニティこうつう）は、鹿児島県薩摩川内市の甑島で運行するコミュニティバス・デマンド運行(完全予約制乗合バス)の総称。

## 概説
2012年3月31日まで、薩摩川内市営バスとして運行していたのをコミュニティバスに転換したもので、2020年8月29日までは、上甑島地域の路線は「甑ふれあいバス」として、また、下甑島地域の路線は「甑かのこゆりバス」として、それぞれ命名されていたが、2020年8月30日からは甑大橋の開通に伴い、幹線路線は「こしき縦貫バス」として命名しているが、他には上甑島地域の「浦内・江石線」、下甑島地域の「長浜・瀬々野浦線」と「手打・片野浦線(完全予約制)」も運行している。

## 沿革
- 2012年4月 薩摩川内市営バスを引き継いで運行開始。
- 2020年8月 甑大橋の開通に伴い、こしき縦貫バス（里線、平良線、長浜・鹿島線、手打・長浜線を統合）を新設、同時に浦内・江石線（浦内・桑之浦線、江石線を統合）を新設及び手打・片野浦線を完全予約制のデマンド運行へ移行。

## 路線一覧

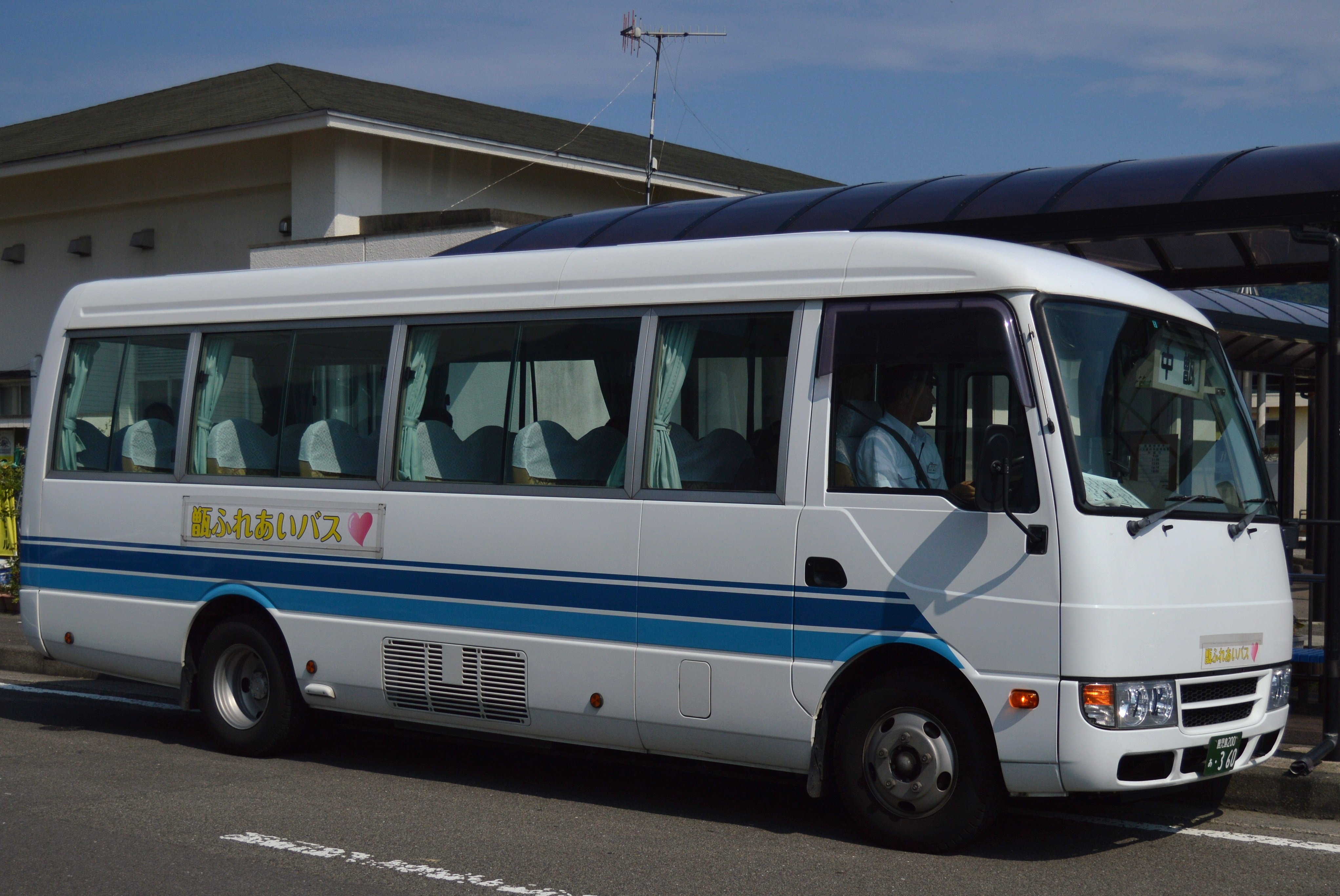
甑島地域コミュニティ交通

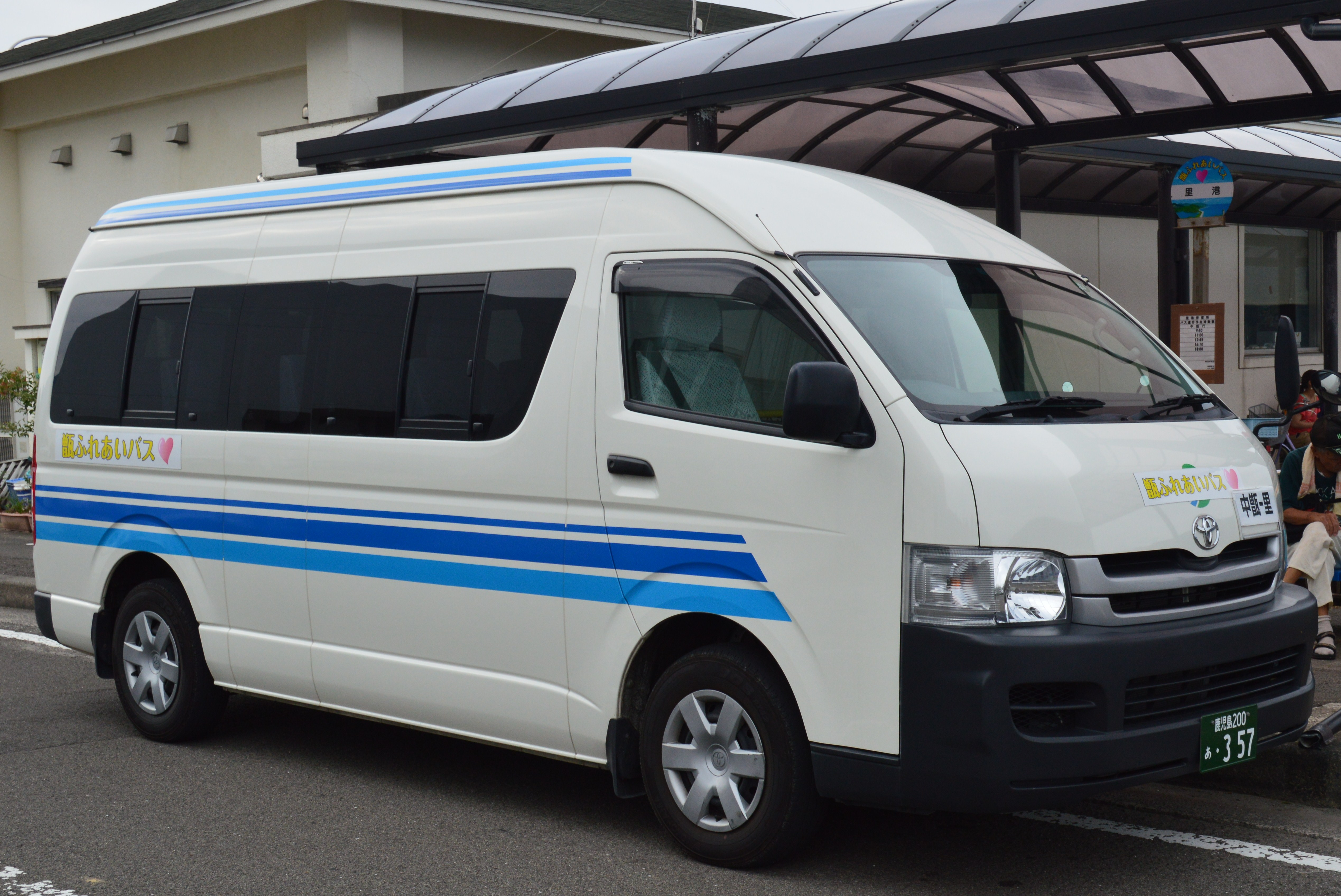
甑島地域コミュニティ交通

### こしき縦貫バス
里港 - 八幡前 - 里支所 - 薗上 - 中野 - 茶の木 - 中甑 - 中甑港 - 甑園前 - 大明神大橋 - 鹿の子大橋 - 岩屋 - 平良 - (甑大橋) - 鹿島港 - 消防会館前 - 住民センター - 小牟田 - 寺家牧場 - 吹切公園 - 林川原 - 越路 - 敬老園前 - 金井川 - 長浜港 - 長浜橋 - 診療所前 - 大瀬入口 - 処理場前 - 海星中学校前 - 青瀬橋 - 青瀬郵便局前 - 瀬尾 - 佐野浦 - 手打トンネル - 城之峰 - （田畑/向 - 本町 - 本町公民館前 - 白木） - 大原 - 手打小学校前 - 下甑支所 - 平之上 - 法雲寺前 - 浜上 - 漁協前 - 手打港
- 春・夏ダイヤ(4月～9月)
  - （里港 ⇢ 手打港、1日6本/里港 ⇢ 中甑港、1日1本(※臨時増便運行時のみ1日2本)/長浜港 ⇢ 手打港、1日1本）
  - （手打港→里港、1日5本/手打港→中甑港、1日1本/平良→里港、1日1本）

- 秋・冬ダイヤ(10月～3月)
  - （里港 ⇢ 手打港、1日6本/里港 ⇢ 中甑港、1日1本/長浜港 ⇢ 手打港、1日1本）
  - （手打港 ⇢ 里港、1日5本/手打港 ⇢ 中甑港、1日1本/平良 ⇢ 里港、1日1本）

### 浦内・江石線
営業所 ⇢ 中甑 ⇢ 中甑港 ⇢ 江石 ⇢ 中甑 ⇢ 営業所 ⇢ 中甑港 ⇢ 甑園前 ⇢ 小島 ⇢ 瀬上 ⇢ 長目浜 ⇢ 桑之浦 ⇢ 長目浜 ⇢ 瀬上 ⇢ 小島 ⇢ 甑園前 ⇢ 中甑港 ⇢ 中甑 ⇢ 営業所 ⇢ 江石 ⇢ 中甑 ⇢ 営業所
- ダイヤ
  - （営業所 ⇢ 中甑港 ⇢ 江石 ⇢ 中甑港 ⇢ 桑之浦 ⇢ 中甑港 ⇢ 営業所、1日3本/桑之浦 ⇢ 中甑港 ⇢ 江石 ⇢ 営業所、1日1本/営業所 ⇢ 中甑港 ⇢ 江石 ⇢ 中甑港 ⇢ 桑之浦、1日1本）

### 長浜・瀬々野浦線
長浜港 - 金井川 - 敬老園前 -  長浜浄水場 - バイパス入口 - 自衛隊前 - 内川内入口 - 内川内団地前 - 内川内 - 小屋床線入口 - 遊歩道入口 - ゆすの木 - 赤落とし - たまご石 - 前の平展望所 - 瀬々野浦 
- ダイヤ（1日5往復）

### 手打・片野浦線(完全予約制)
手打港 - 漁協前 - 浜上 - 法雲寺前 - 平之上 - 下甑支所 - 手打小学校前 - 大原 - 白木 - 本町公民館前 - 本町 - 向 - 城之峰 - 手打トンネル - 県道三叉路 - 一里橋 - 片野浦岡 - 福祉館前 - 前之田橋 - 片野浦浜田
- ダイヤ（1日4往復）
  - (※デマンド運行のため事前の予約が必要である。)

甑島地域コミュニティ交通は、こしき縦貫バス(里～手打)、浦内・江石線、長浜・瀬々野浦線、手打・片野浦線(完全予約制)の4路線に分かれている。こしき縦貫バスは里- 中野-中甑-平良-(甑大橋)-藺牟田-長浜-青瀬-手打を結び、浦内・桑之浦線は中甑にある南国交通の営業所を発着として、江石-中甑-小島-瀬上- 桑之浦を結び、長浜・瀬々野浦線は長浜-瀬々野浦を結び、手打・片野浦線は手打-片野浦を結んでいる。手打・片野浦線は全便、デマンド運行となり、事前の予約が必要である。

## 運賃・運行委託
- 運賃（RapiCa・いわさきICカードともに利用不可）
  - (上甑地域～鹿島地域/鹿島地域～下甑地域)150円[1]
  - (上甑地域～下甑地域)300円[2]
- 運行委託 - 南国交通